# Codice di Hval

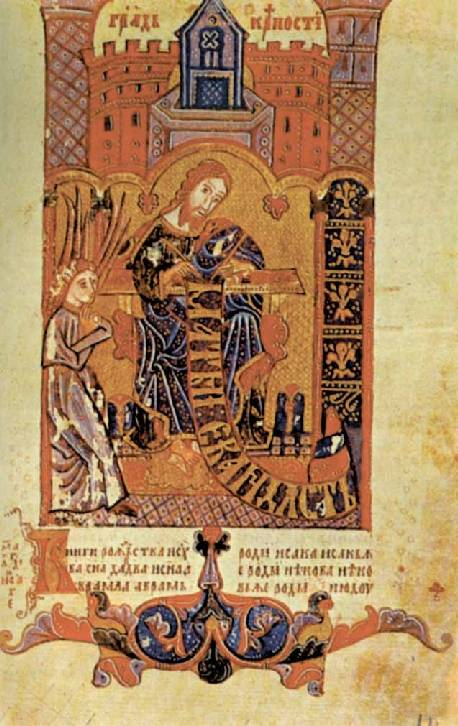
Miniatura dal Codice di Hval, conservato a Bologna

Il Codice di Hval (serbo-croato: Hvalov Zbornik) o manoscritto di Hval (Hvalov rukopis) è un manoscritto in cirillico bosniaco di 353 pagine, scritte nel 1404, a Spalato, per il duca Hrvoje Vukčić Hrvatinić.
È stato scritto nel 1404 da Hval, un krstjanin, in cirillico bosniaco (bosančica) in accento ikavo con un'introduzione in glagolitico, ed è decorato con miniature e altri elementi decorativi di artisti gotici dalla Dalmazia litorale. Il codice contiene parti della Bibbia, inni e brevi testi teologici, ed è stato copiato da un testo glagolitico originale, come evidente anche dalle lettere in glagolitico trovate in due loci nel libro.
Il codice è uno dei più famosi manoscritti appartenenti alla Chiesa bosniaca in cui ci sono alcuni elementi iconografici che non sono in accordo con la supposta dottrina teologica dei cristiani bosniaci (Annunciazione, Crocifissione e Ascensione). Tutti i più importanti libri della Chiesa bosniaca (Nikoljsko evandjelje, Sreckovicevo evandelje, il manoscritto di Hval, il manoscritto di Krstyanin Radosav) si basano su testi glagolitici.
Nuove analisi delle tecniche di stile e pittura mostrano che sono stati iscritti da almeno due miniatori. Un pittore dipingeva sullo sfondo blu, l'altro dipingeva sullo sfondo d'oro in cui le miniature sono situati in una ricca cornice architettonica.
Il Codice di Hval è conservato nella Biblioteca Universitaria di Bologna, in Italia.